# أدب النساء الشابات

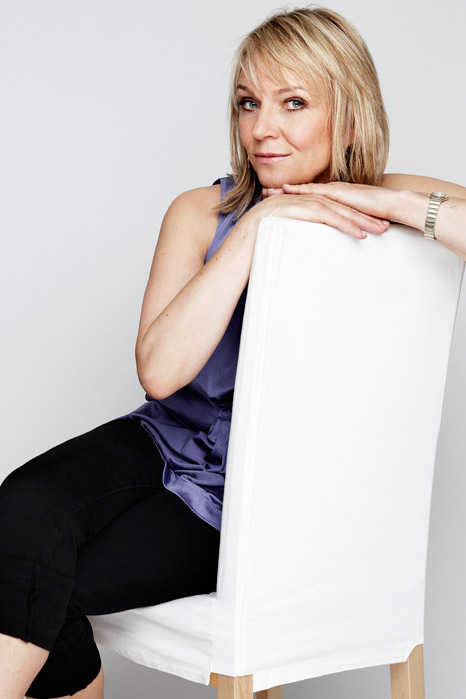
أدب النساء الشابات

أدب النساء الشابات هو مصطلح يستخدم لوصف نوع من الأدب الشعبي المستهدف للنساء الشابات. استخدم على نطاق واسع في فترة التسعينات والألفية الأولى ولكن هذا المصطلح خرج من الاستخدام الحالي لدى الناشرين، بينما رفض الكتاب والنقّاد الجنسية الكامنة فيه. تتناول الروايات المعترف بها كروايات رومانسية نسائية عادة العلاقات الرومانسية والصداقات النسائية ومشاكل العمل بطرق طريفة ومرحة. وتتميز الشخصيات الرئيسية النموذجية في تلك الروايات بأنها نساء حضريات متحدّرات يتراوح عمرهن بين العشرينات المتأخرة والثلاثينات المبكرة: وكانت بطلة روايات الكتب الرومانسية النسائية في التسعينات تمثل تطورًا للبطلة الرومانسية التقليدية في قدرتها على التأكيد على الذات واستقلاليتها المالية وحماسها للاستهلاك المرئي.
ظهرت هذه الصيغة في أوائل التسعينات على كلا الجانبين من الأطلسي مع كتب مثل "انتظار الزفير" لتيري ماكميلان (1992، الولايات المتحدة) و"شبكة الفتاة القديمة" لكاثرين أليوت (1994، المملكة المتحدة). رواية هيلين فيلدينج "يوميات بريدجيت جونز" (1996، المملكة المتحدة) التي حققت شهرة عالمية واسعة، هي "النص الأصلي" للكتب الرومانسية النسائية، بينما رواية كانداس بوشنيل (الولايات المتحدة) "الجنس والمدينة" عام 1997 التي تم تكييفه ليصبح برنامج تلفزيوني مشهور، له تأثير ثقافي هائل ومستمر. في أواخر التسعينات، كانت روايات الكتب الرومانسية النسائية تتصدر بانتظام قوائم أكثر الكتب مبيعًا وتم إنشاء العديد من العلامات التجارية التي تكرس نفسها بالكامل لهذا النوع. بحلول منتصف الألفية، لاحظ المعلقون أن السوق كانت تشهد تشبعًا متزايدًا، ثم بحلول أوائل العشرينات قامت الناشرات تقريبا بالتخلي عن هذه الفئة. ومع ذلك، لا يزال مصطلح " أدب  النساء الشابات " مستمرًا كفئة شعبية في الأدب الروائي على الإنترنت بين القرّاء والكتّاب المبتدئين.
بينما  أصبح مفهوم " أدب  النساء الشابات " قديمًا في الأدب الإنجليزية في العالم المتقدم، إلا أن المصطلح ومشتقاته الإقليمية لا تزال تستخدم على نطاق واسع لوصف وتحليل أدب النساء الشعبي في لغات أخرى وأجزاء أخرى من العالم.

## أصول واشتقاقات المصطلح
ي عام 1992، ربما كانت الناقدة كارولين سي من صحيفة لوس أنجلوس تايمز أول من لاحظ أن نمطًا جديدًا من الأدب النسائي الشعبي. على الرغم من أنها لم تستخدم مصطلح " أدب  النساء الشابات"، إلا أن الناقدة لاحظت في مراجعتها لرواية "انتظار الزفير" لتيري ماكميلان أن الكتاب ليس "مرموقًا" أو "مشرقًا" ولكنه من المرجح أن يحقق نجاحًا تجاريًا كبيرًا وكتبت كارولين سي: "عمل ماكميلان الجديد هو جزء من نوع آخر تمامًا، جديد لدرجة أنه ليس لديه اسم بعد. هذا النوع يتعلق بالنساء والانتصار والانتقام والرفقة."
لم يصبح " أدب  النساء الشابات " مصطلحًا معترفًا به لنوع من الروايات حتى النصف الثاني من التسعينيات. "شيك" هو لفظة أمريكية تعني امرأة شابة، و"ليت" هي اختصار لكلمة "أدب". ربما لم يكن هناك أصل واحد للمصطلح: أُفيد في عام 1988 أن طلاب جامعة برينستون يستخدمون  أدب  النساء الشابات" كلغة عامية للدلالة على مادة دراسية عن التقليد الأدبي النسائي، أما في المملكة المتحدة فإن  تقرير أكسفورد ريفرنس يشير إلى أن المصطلح نشأ كـ "مقابل طنان" لمصطلح "لاد ليت". تم استخدام المصطلح الموازي الذي يُستخدم للأفلام، "شيك فليك" بشكل مبكر قليلاً. في ما يعتقد أحد  ظهوراتها الرئيسية الأولى ، تم استخدام مصطلح "شيك ليت" بشكل ساخرK كان  " أدب  النساء الشابات: الرواية اللاحقة للنساء" عبارة عن مجموعة قصص قصيرة صدرت في عام 1995 وتضم 22 قصة وتمت كتابتها استجابةً لنداء المحررين كريس مازا وجيفري دي شيل للكتابة "اللاحقة للنساء بعد النسوية". كان استخدام المصطلح في وقت مبكر مرتبطًا بشكل كبير بالصحافة (حيث بدأت كل من رواية "دفتر بريدجيت جونز" ومسلسل "جنس في المدينة" كعمود صحفي) وقد استخدم جيمس ولكوت في مقاله بعنوان "اسمعني وأنا أرفرف" الذي نشر في مجلة "ذا نيو يورك" في عام 1996، مصطلح " أدب  النساء الشابات " لوصف ما وصفه باتجاه "الأنوثة  " الواضح في كتابات الكاتبات في عمود الصحف في ذلك الوقت.
في السنوات الأولى كان هناك بعض التباين في المصطلح المحدد المستخدم: في عام 2000، أفادت صحيفة سيدني مورنينغ هيرالد عن ولادة "ظاهرة نشر" يمكن تسميتها "روايات الفتيات."
في ذروة شعبية المصطلح، تم اقتراح العديد من الأنواع الفرعية ذات الصلة بأسماء مماثلة. ومن بين هذه الأنواع: "شيك ليت جونيور" (للقراء الصغار)، و"مامي ليت"،  و"شيك ليت في الكورسيهات" (روايات تاريخية، وهو مصطلح يوجد فقط في ورقة أكاديمية نُشرت في مجلة دراسات الرومانسية الشعبية). وتكون العلاقة مع مصطلح "لاد ليت" أكثر تعقيدًا: حيث نشأ "لاد ليت" في المملكة المتحدة بشكل منفصل عن "شيك ليت"، وربما قبله. فيما بعد، تم اعتماد مصطلح "لاد ليت" في الولايات المتحدة لوصف فرع فني يستهدف الرجال داخل نوعية القصص التي تعتبر جزءاً من "شيك ليت" (انظر لاد ليت). ومن بين هذه المصطلحات المتوازية، "مامي ليت" و"لاد ليت" هما المصطلحان الوحيدان اللذان حظيا بتبني ملحوظ، على الرغم من أن استخدامهما لا يشكل إلا جزءًا ضئيلًا من استخدام المصطلح الأساسي "شيك ليت".
تم استخدام تشعبات أخرى لمصطلح "شيك ليت" لوصف أنواع مختلفة من الأدب النسائي الشعبي في مناطق مختلفة، أو المستهدفة لجماعات عرقية محددة. في الولايات المتحدة، يشمل ذلك "سيستاه ليت"  المستهدف للقراء السود و"تشيكا ليت" للقراء اللاتينيات. في الهند، تم استخدام مصطلح "لادكي ليت"، وفي تركيا، "جيتير ليتراتور" هو فئة (جيتير تعني حرفيًا "مقرمش" ولكن يستخدم عامية للإشارة إلى النساء الشابات الجذابات).

## الكُتاب والنقاد
تركزت الجدل حول روايات أدب النساء الشابات في البداية على القيمة الأدبية للكتب المُعرفة أو المُروجة كجزء من هذا النوع. مع مرور الوقت، تركز الجدل بشكل أكبر على المصطلح نفسه وما إذا كان مفهوم نوع "شيك ليت" جنسيًا بطبيعته.
في عام 1998، أدان المراجع أليكس كوتشينسكي في مقاله بصحيفة نيويورك تايمز رواية فيلدينج بشكل خاص، حيث كتب: "بريدجيت هي صورة مؤسفة جدًا، تغوص في عجزها المجنون عن الرجال، بحيث لا يمكن أن يُبرر سذاجتها". في عام 2001، وصفت الكاتبة دوريس ليسينج النوع بأنه "سريع النسيان"، بينما وصفت بيريل بينبريدج النوع بأنه "شيء طفيف ". ردت الكاتبة جيني كولغان بسرعة على ليسينج وبينبريدج، موضحة أسباب أهمية أدب  النساء الشابات كتطور مهم لجيل جديد من النساء.
بعد عامين، قامت كولغان بتعديل موقفها تجاه مصطلح "شيك ليت" بشكل قوي، حيث كانت أول من أعرب عن موقف يعتبر الآن موقفاً رئيسياً في صفوف كتاب الأدب الشعبي للنساء. رفضت مصطلح "شيك ليت" في حين دافعت عن القيمة الثقافية لعملها. لاحظت قائلة: "شيك ليت" هو مصطلح مُستهجِن يستخدمونه للتقليل من قيمتنا جميعًا. إذا سموه "شيك الخائنة"، فلن يكون أكثر إهانة من ذلك. كان جزء كبير من الجدل في ذلك الوقت بين أجيال مختلفة من كاتبات النساء. على سبيل المثال، وصفت مورين داود (مواليد 1952) أعمال النساء الأصغر سنًا بأنها "كلها شيك وليست أدبية "، بينما سخرت كولغان (مواليد 1972) من النقاد الإناث الأكبر سنًا لأعمال الشيك ليت باسم "اللواتي يحملن ساقين مشعرتين". كان هناك نقص مقلق في التضامن.
في عام 2005، استمر الجدل مع نشر مجموعة قصص المحررة إليزابيث ميريك بعنوان "هذا ليس شيك ليت"، حيث جادلت ميريك في مقدمتها بأن "صيغة الشيك ليت تخدش حواسنا وتجعلنا نفقد الإحساس". استجابةً لذلك، قامت لورين باراتز-لوغستد، المعترفة بكتابة الشيك ليت، بنشر مجموعتها الخاصة من القصص بعنوان "هذا شيك ليت"، والتي كانت "منبثقة من الغضب" وتهدف إلى إثبات أن الشيك ليت ليس كله عبارة عن "مانولوز وكوسموس وكتب مشابهة عن النساء اللواتي يتناقضن بين العلاقات والحياة المهنية في الألفية الجديدة"، بل بالأحرى أن هذا النوع يتعامل مع "الصداقة والضحك والحب والموت - أي أمور الحياة".
في عام 2007، جاءت ديان شيبلي للدفاع عن هذا النوع الأدبي، حيث جادلت بأن كتب أدب  النساء الشابات تغطي بشكل متزايد مواضيع جادة، وعلى أية حال، "أنا فقط لا أرى ما هو أخلاقيًا أو فكريًا من الخطأ في قراءة كتاب تستمتع به وتتعاطف معه الذي قد لا يستخلص استنتاجات عميقة حول مستقبل البشرية ولكنه قد يرفع معنوياتك بعد يوم سيء أو يُساعدك في التغلب على مشاكل صحتك الشخصية".
مع ذلك، بشكل عام خلال فترة أواخر العقد 2000 وعقد 2010، ابتعدت كتّابات الأدب النسائي الشعبي عن مصطلح "شيك ليت" في حين جادلت بأن انتقاداتهم العامة لأعمالهن تستند إلى العنصرية الجنسانية. على سبيل المثال، في مقال نشرته صحيفة الغارديان عام 2010، ذكرت كاتبة الفكاهة دي جي كونيل أنها قامت بتغيير اسمها الكتابي من ديان إلى دي جي لتجنب تصنيفها في فئة الشيك ليت. صوفي كينسيلا وماريان كايز، كاتبتان حققتا نجاحًا كبيرًا خلال فترة الشيك ليت وما بعدها، يرفضان الآن كلاهما استخدام مصطلح "شيك ليت". كينسيلا تشير إلى أعمالها الخاصة بأنها "كوميديا رومانسية".
في حدثٍ أقيم في مهرجان كتاب إدنبرة في أغسطس 2020، رفضت كايز مجددًا مصطلح أدب النساء الشابات "شيك ليت"، معتبرة إياه مهينًا وعنصريًا جنسيًا، حيث لا يُطلق تصنيف "ديك ليت" على الأدب الشعبي المكتوب من قبل الرجال.

## الناشرين
في عام 2000، وصفت صحيفة سيدني مورنينغ هيرالد "ظاهرة النشر" التي وصفتها بـ "شيكفيك" وهي الكتب التي تتميز بـ "غلفة زاهية بألوان الحلوى، ثقيلة باللون الوردي والمضاء. وتكون العناوين أيضًا زاهية بألوان الحلوى، تلمح إلى الهضم السهل والضحك الجيد... تُعرض مثل هذه الكتب في السوق كتحف فنية مشتقة من مقالات المجلات ، سواء كانت خيالية أو مستندة على الخيال، والتلفزيون... وتُعتبر وجبة مريحة يُمكن هضمها في ليلة واحدة في المنزل".
خلال فترة العقد 2000، استمرت دور النشر في دفع فرع الأدب النسائي لأن مبيعاته كانت مستمرة في الارتفاع . في عام 2003، أفادت مجلة ببليشرز ويكلي عن وجود العديد من الشركات الناشرة الجديدة للأدب النسائي مثل "سترابلس" التابعة لشركة كنسنجتون التي تم إطلاقها في أبريل 2003 وتم جدولة كتاب واحد في الشهر حتى نهاية عام 2004. وأوضح المدير التحريري لشركة كنسنجتون، جون سكوناميجليو أنه تم إنشاء هذه العلامة التجارية استجابةً لطلبات البائعين الذين طلبوا علامة تجارية خاصة بالأدب النسائي".
في عام 2008، ذكرت المحررة سارة نيلسون أن تعريف ما يعتبر جزءًا من نوعية الأدب النسائي الشعبي "شيك ليت" أصبح أكثر اكتمالًا و نضجا.
في عام 2012، بدأت وسائل الإعلام تنقل أنباء عن اندثار أدب النساء الشابات. وذكرت مجلة سالون (Salon.com) أن "بسبب أن أدب النساء الشابات (أيا كانت طبيعته - أو ما كان عليه) أثار العديد من الجدالات الفكرية المتعلقة بالقيم المرتبطة بأذواق النساء مقابل أذواق الرجال، والثقافة العالية مقابل الثقافة الشعبية، والكوميديا مقابل الدراما، وما إلى ذلك، فإننا نميل إلى إلحاق أهمية خاصة بتراجعه". ولكنها استمرت في الجدل، مؤكدة أن هذا التراجع كان نتيجة لعملية طبيعية من تغير الموضة والذوق في أدب الأنواع.

## أدب النساء الشابات على الانترنت
تطور وانحسار أدب النساء الشابات "شيك ليت" كظاهرة نشر تزامناً مع انفجار استخدام الإنترنت في العالم المتقدم. تقول الأكاديمية ساندرا فولي أن "المعجبين ومواقعهم الإلكترونية أو مدوناتهم، والوجود الإلكتروني للصحف والمجلات ودور النشر، وأيضاً موسوعة ويكيبيديا الحرة" لعبت دورًا رئيسيًا في تعريف وتشكيل مفهوم نوعية ادب النساء الشابات  "شيك ليت". تتحدث فولي عن موقع chicklit.co.uk البريطاني الذي كان متاحًا عبر الإنترنت من عام 2002 إلى 2014 والذي كان يشمل معلومات ليس فقط عن الكتب والكتّاب بل أيضًا قضايا نمط الحياة للشابات.تأسس موقع Chicklitbooks.com الأمريكي على الإنترنت من عام 2003 إلى عام 2013 لمناقشة "الأدب المشرق والعصري للمرأة الحديثة". مع انخفاض شعبية فئة الكتب الموجهة للنساء، قام المعجبون عبر الإنترنت بإنشاء استجابة خاصة بهم: في عام 2012، ذُكر أن موقعًا يُدعى chicklitisnotdead.com يحتوي على 25,000 مستخدم.: في عام 2022، كان لدى مجموعة مجتمعية نشطة مخصصة لأدب الشابات على موقع goodreads.com 4,756 عضوًا.

## أدب النساء الشابات عالميا
على الرغم من أن أدب الشابات نشأ في المملكة المتحدة والولايات المتحدة، إلا أنه أصبح ظاهرة نشر عالمية بسرعة - وربما كان واحدًا من أوائل الاتجاهات النشر العالمية.

### المملكة العربية السعودية
في كتاب نُشر في عام 2011، وفي مقالة في صحيفة "لو موند دبلوماتيك"، ناقشت الأكاديمية مضاوي الرشيد ظهور "أدب الشابات" في السعودية خلال العقد السابق. وأبرزت كتبًا من تأليف نساء سعوديات بما في ذلك رجاء الصانع (بنات الرياض) وسمر المقرن، وصفت الرشيد هذه الكتب - التي نُشرت في لبنان الأكثر تحررًا أولاً - بأنها "روايات تتناول المرأة كوكيلة جنسية نشطة بدلاً من أن تكون ضحية مطيعة للمجتمع الأبوي".
تم نشر رواية "بنات الرياض" باللغة الإنجليزية وما زالت متوفرة ومطبوعة في عام 2023؛ تلخص مجلة بابليشرز ويكلي الرواية بأنها تصف "أربع نساء سعوديات من الطبقة العليا يتفاوضن مع التصادم بين التقاليد وتأثير الغرب الذي يتقدم في هذه الرواية الأولى للكاتبة السعودية الصانع ذات الـ25 عامًا".على الرغم من أنها تعتبر مترددة بمعايير أدب الشابات الأمريكي، تم حظرها في السعودية بسبب تصويرها المثير للجدل للحياة العلمانية. الكتاب موزع على نطاق واسع ويتم بيعه في المتاجر من الولايات المتحدة إلى أوروبا. في دليل القارئ للرواية، تلاحظ الصانع أنها ترغب في تمكين قراءها الغربيين من التواصل مع الثقافة السعودية، حيث أن الفتيات في الرواية لديهن "نفس الأحلام والمشاعر والأهداف مثلهن.

### الهند
في الهند، كانت رواية "ثق بي" للكاتبة راجشري هي أكثر روايات أدب الشابات مبيعًا في الهند. يمكن رؤية شعبية روايات مثل "ثق بي" و"قطعة من الكعكة"  للكاتبة سواتي كوشال في سياق انتشار الأصناف المحلية من أدب الشابات. في مقابلة مع صحيفة نيويورك تايمز، قالت هيلين فيلدنج: "أعتقد أن ذلك له علاقة أكبر بروح العصر من التقليد". إذا كانت ظاهرة انفجار أدب الشابات قد "أدت إلى ظهور كاتبات نساء رائعات من أوروبا الشرقية والهند، فإنه يستحق أي عدد من المتسابقين الضعفاء على هذه العربة". وكتبت سوناينا كومار في الإكسبريس الهندي: "بعد عشر سنوات من نشر يوميات بريدجيت جونز، أصبح أدب الشابات النوع الأكثر تعرفًا بغلافه الوردي المزين بصنادل ذات كعب عالٍ وأكواب مارتيني وأحمر الشفاه، والآن يتم إثراؤه بألوان متنوعة من البندي والساري والأساور". يشار في بعض الأحيان إلى أدب الشابات الهندي بأنه "لادكي-ليت".

### البرازيل
في البرازيل ، يتم تصنيف أدب الشابات المترجم باسم "أدب المرأة الصغيرة". -inha هو الشكل التصغيري في اللغة البرتغالية ، مما يعني حرفيًا "أدب النساء الصغيرات". يلاحظ أحد المعلقين البرازيليين: "التصغير ليس بالصدفة. تمامًا مثلما ليس بالصدفة أن غالبية أغلفة كتب الكاتبات النساء تكون أنثوية بطريقة معينة. تحمل أغلفة الكتب رموزًا توحي بقصة خفيفة ورومانسية وتجارية... تصل كتب الكاتبات النساء إلى القارئ محملة بمجموعة من التحيزات التي تضمن بقاء هؤلاء الكاتبات في أدنى درجات الثقافة".